# فيروز بن أيوب
فيروز بن أيوب، (مواليد 12 أغسطس 1995) هي لاعبة كرة قدم جزائرية سابقة، لعبت لاعب وسط. ولدت في فرنسا وكانت عضوًا في منتخب الجزائر لكرة القدم للسيدات.

## المسيرة
لعبت فيروز بن أيوب لصالح نادي تولوز ونادي موريه في فرنسا. كما شاركت مع منتخب الجزائر خلال بطولة إفريقيا لكرة القدم للسيدات 2014.